# Missionshaus St. Gabriel

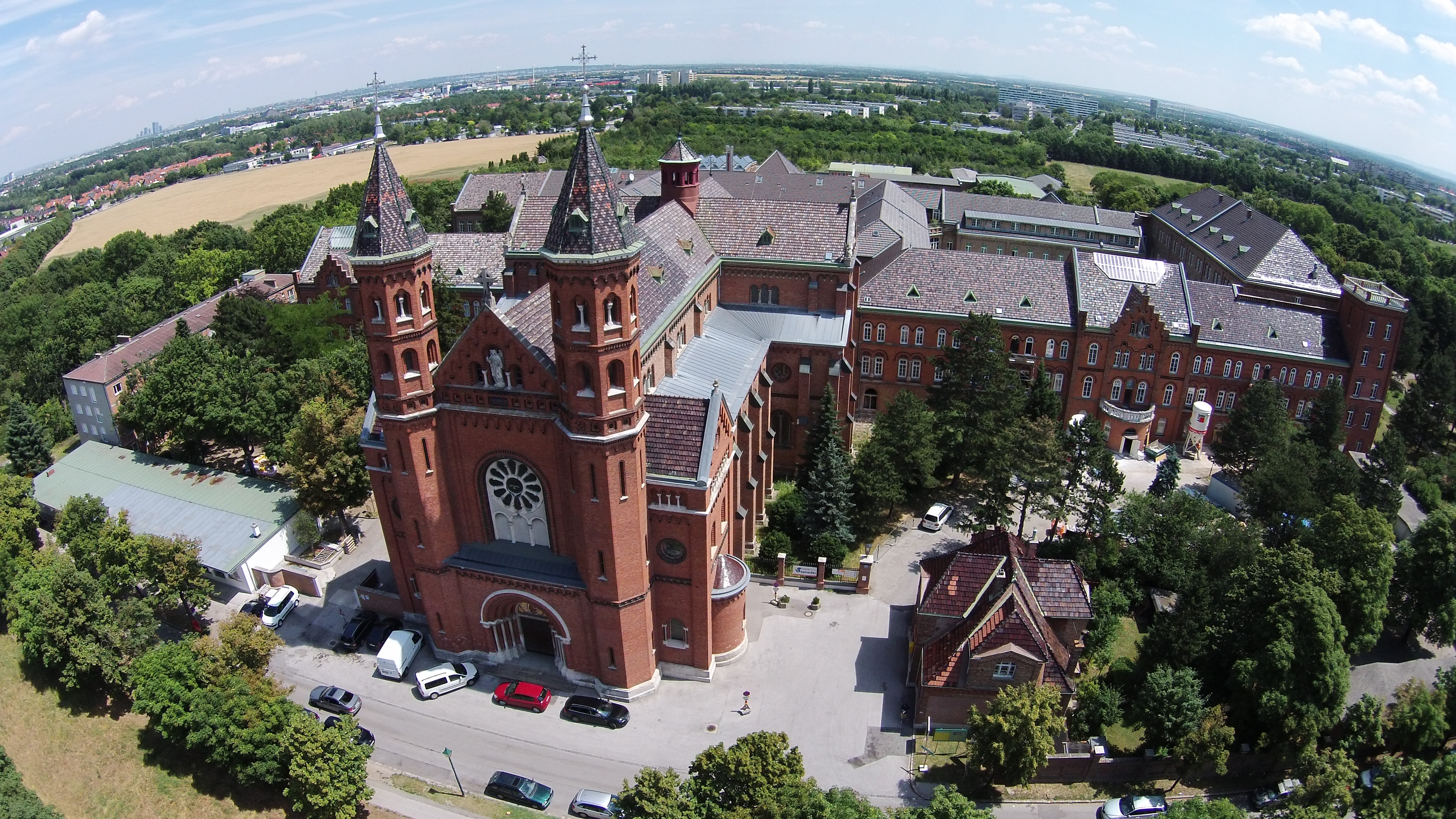
Missionshaus St. Gabriel

Das Missionshaus St. Gabriel (benannt nach dem Erzengel Gabriel) ist ein Missionshaus der Steyler Missionare in Maria Enzersdorf südlich von Wien.

## Geschichte
1889 entstand auf Initiative von P. Arnold Janssen am Ortsrand von Maria Enzersdorf als zweites Missionshaus St. Gabriel der Steyler Missionare SVD. Die bedeutendste österreichische Missionsanstalt war auch die Heimstatt von wissenschaftlichen Forschungsreisenden, die völkerkundliche Expeditionen nach Südamerika, Zentralindien und Zentralafrika unternahmen. 1925 hatte das ursprünglich als Schule geplante Missionshaus 650 ordenseigene Bewohner. Neben dem Ausbildungszentrum wurde ein Missionsethnographisches Museum eingerichtet. 1941 wurde das Missionshaus im Rahmen des nationalsozialistischen Klostersturmes enteignet und in die Flugmotorenwerke Ostmark eingegliedert; nach dem Krieg wurde es erfolgreich wiederhergestellt.
Einige Jahre nach dem Krieg waren dort auch Klassen des Bundesrealgymnasiums und der Höheren Technischen Lehranstalt Mödling (damals noch Bundesgewerbeschule) untergebracht.
Da der Nachwuchs aus den deutschsprachigen Ländern in den 1990er Jahren stark zurückging, mussten einige Betriebe, wie die Druckerei und die Buchbinderei im Missionshaus geschlossen werden. Die seit 1972 staatlich anerkannte Hochschule wurde 2002 geschlossen. Somit war die Bibliothek für Studienzwecke nicht mehr erforderlich, die 140.000 Bände wurden vom Missionshaus St. Augustin übernommen. Zum Missionshaus gehörte ebenfalls die größte österreichische Hostienbäckerei, die zum Jahresende 2020 aus wirtschaftlichen Gründen ihren Betrieb einstellte.
In Spitzenzeiten lebten bis zu 600 Ordensmänner im Missionshaus. In den 2010er Jahren ging die Belegung auf etwa 45 Ordensleute zurück. Um das 30.000 Quadratmeter große Areal auszulasten, wurde zunächst ein Caritas-Wohnheim für Flüchtlinge eingerichtet, im Jahre 2018 zudem ein Seminar- und Veranstaltungszentrum mit Hotel.

## Heilig-Geist-Kirche

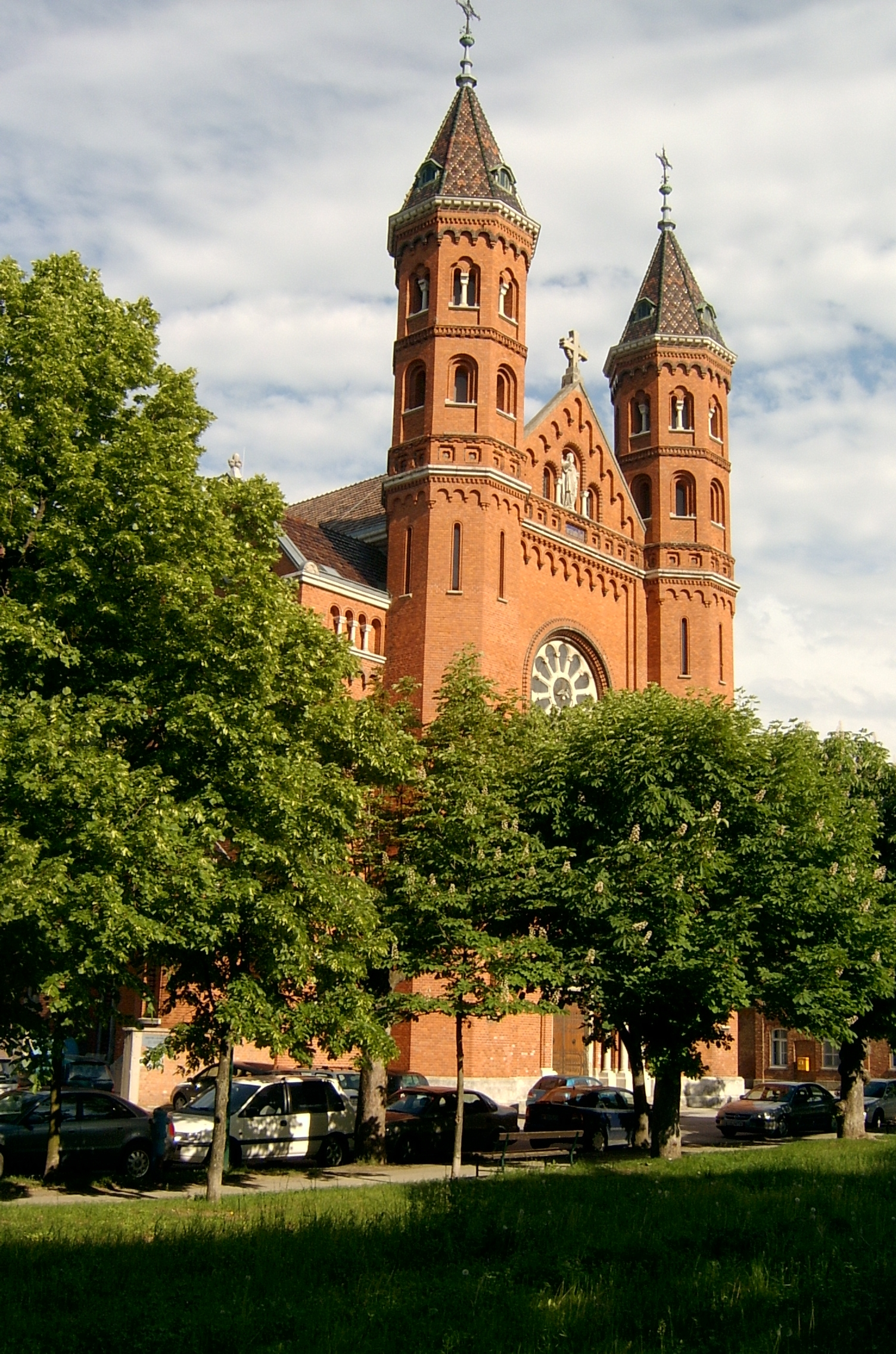
Heilig-Geist-Kirche

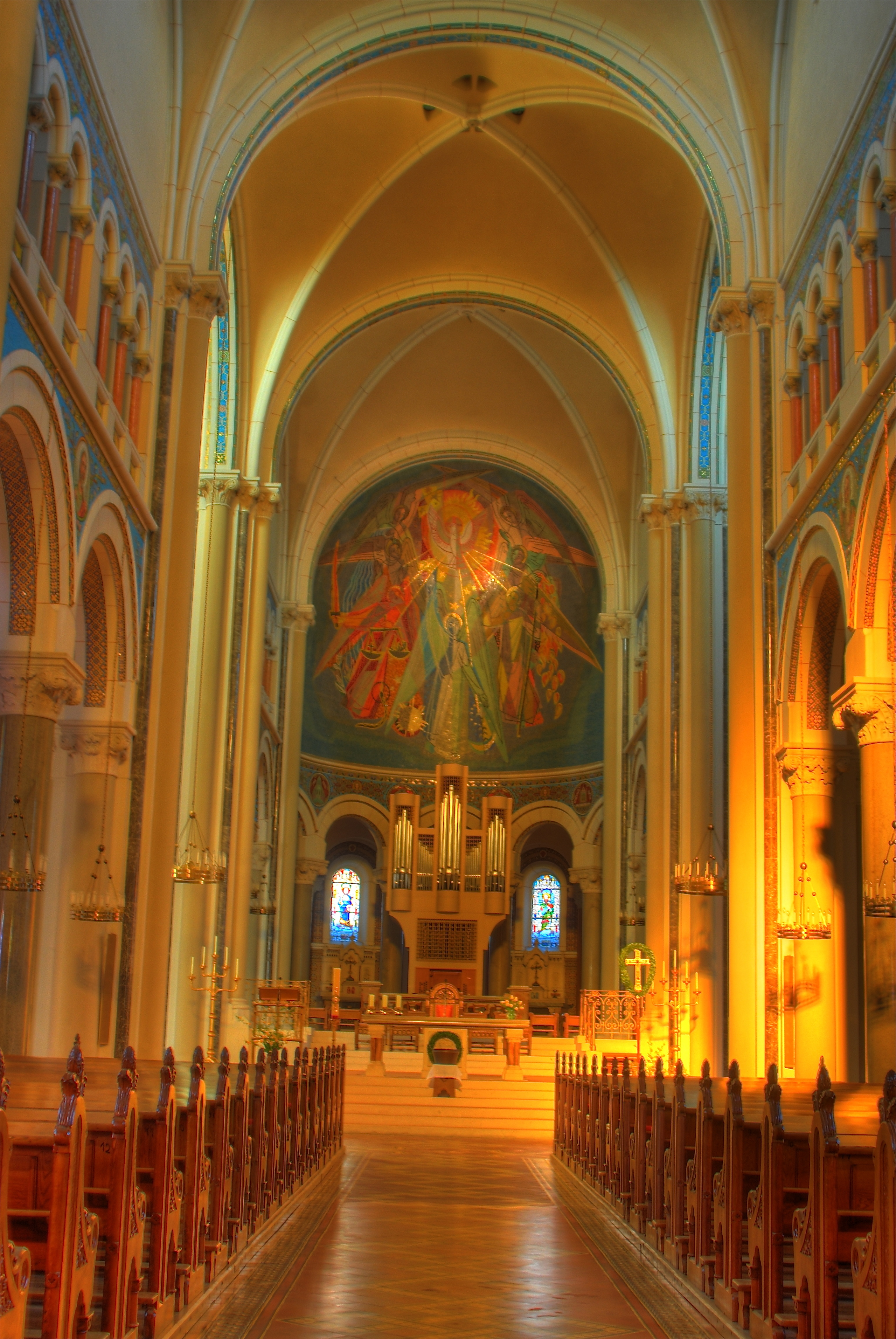
Innenansicht: Blick zum Altarraum mit Riegerorgel

### Baugeschichte
1892 wurden die Baupläne des Paters August Theisen für eine neoromanische Kirche bei der Bezirkshauptmannschaft Baden eingereicht. Nach acht Jahren Bauzeit wurde zu Pfingsten 1900 die Heilig-Geist-Kirche vom Missionsbischof Johann Baptist Anzer geweiht. Von Pater Alfred Fräbel stammt der Entwurf des Orgelgehäuses auf der Westempore, der Beichtstühle, des Theresienaltars, der Kanzel (beides wurde 1979 abgetragen) und des fünfflammigen Leuchters im Chor.
In einer zweiten Bauphase 1912 bis 1914 wurden drei Joche des Langhauses und die Türme errichtet. Die farbigen Glasfenster wurden 1914 hergestellt. Die Bauleitung lag in der Hand des Architekten und Baumeisters Sepp Hubatsch. 1944 erlitt die Kirche schwere Bombenschäden.
1954–1957 wurde der Bau renoviert, die zerstörten Fenster wurden erneuert, in der Apsis entstand das Mosaik „Gottes Geist schwebt über den Wassern“. Im Zug der Liturgiereform wurde 1964 der Hochaltar abgetragen. Johann Petermair nahm 1967 den Umbau der Krypta vor. 1979 fand eine Umgestaltung der Kirche nach Entwürfen von Architekt Heimo Widtmann (Graz) statt, die Ausführung lag bei den Grazer Architekten Edda Gellner, Fritz Neuhold und Karl Raimund Lorenz. 1980 eröffnete Kardinal Franz König die renovierte Kirche mit der Altarweihe, am 9. Mai 1982 wurde die neue Rieger-Orgel in der Apsis eingeweiht.

### Ausstattung
Der neue Altar in Tischform und der Altar im Querhaus sind aus älteren Altarteilen zusammengesetzt.
Drei Ampeln mit dem Ewigen Licht sind von Pater Alfred Fräbel entworfen.
Das barocke Bild Unsere Liebe Frau vom Heiligen Geist ist eine Schenkung. Es soll dem erhielt St. Gabriel von den bei der Gründung des Hauses äußerst hilfreichen Lazaristen geschenkt. Es soll dem 1780 von Joseph II. aufgehobenen Wiener Oratorianerkloster gehört haben. Der Künstler ist unbekannt. Eine neue Fassung ist der vergoldete Strahlenkranz. Der Baldachin ist jener der früheren Kanzel.
Im Chor befindet sich ein Fußbodenmosaik von 1900 mit der Darstellung der Arche Noes, der fünf Weltteile und der Symbole der vier Evangelisten, ferner die Zeichen des Tierkreises und der Planeten. Vor den Kapellen der Apsis befinden sich im Boden Jahreszahlen der Geschichte des Missionshauses. Die roten Marmorsäulen im Chor kommen aus dem 1881 abgebrannten Wiener Ringtheater. Das Mosaik in der Apsis mit einem theologischen Bildprogramm von Pater Albert Rohner wurde 1957 fertiggestellt.

### Glasmalereien
Die ältesten Fenster, in Steyl und in St. Gabriel angefertigt, die den Zweiten Weltkrieg unbeschädigt überdauert haben, befinden sich im Chorraum. Sie zeigen die vier Apostel Andreas, Petrus, Paulus und Johannes. Die Fenster in den Kapellen der Apsis zeigen weitere Patrone der Steyler Missionsgesellschaft. Alle übrigen Fenster wurden im Weltkrieg zerstört. Ihr Ersatz wurde von E. Bauernfeind nach Bildprogrammen der Patres Albert Rohner und Johann Kraus entworfen. Die Fenster der obersten Region in Chor und Langhaus sind der Thematik des Heiligen Geistes gewidmet. Die Rosette im nördlichen Querhaus zeigt die Sieben Gaben des Heiligen Geistes, die im südlichen Querhaus symbolisieren die Sieben Sakramente.
In den Doppelbogenfenster des Querhauses sieht man (von Süd nach Nord) die Afrikamissionare Petrus Claver und Raimund Lullus, für Amerika stehen Jean de Brebeuf und Franz Solanus, für Europa Rupert und Virgil. Auf der Nordseite erinnert das erste Fenster an Cyrill und Method, dann Petrus Perboyre (China) und Johannes de Britto (Indien), Petrus Chanel und Johannes Baptista, ein Missionar, der in Japan Märtyrer wurde.
Die Fenster im unteren Bereich des Langhauses zeigen die acht Seligpreisungen. Die Rundfenster über der Empore zeigen im Süden die leiblichen und im Norden die geistlichen Werke der Barmherzigkeit. Im Zentrum der Rosette über dem Hauptportal stehen das Symbol der Dreifaltigkeit und die Taube des Hl. Geistes.

## Orgeln

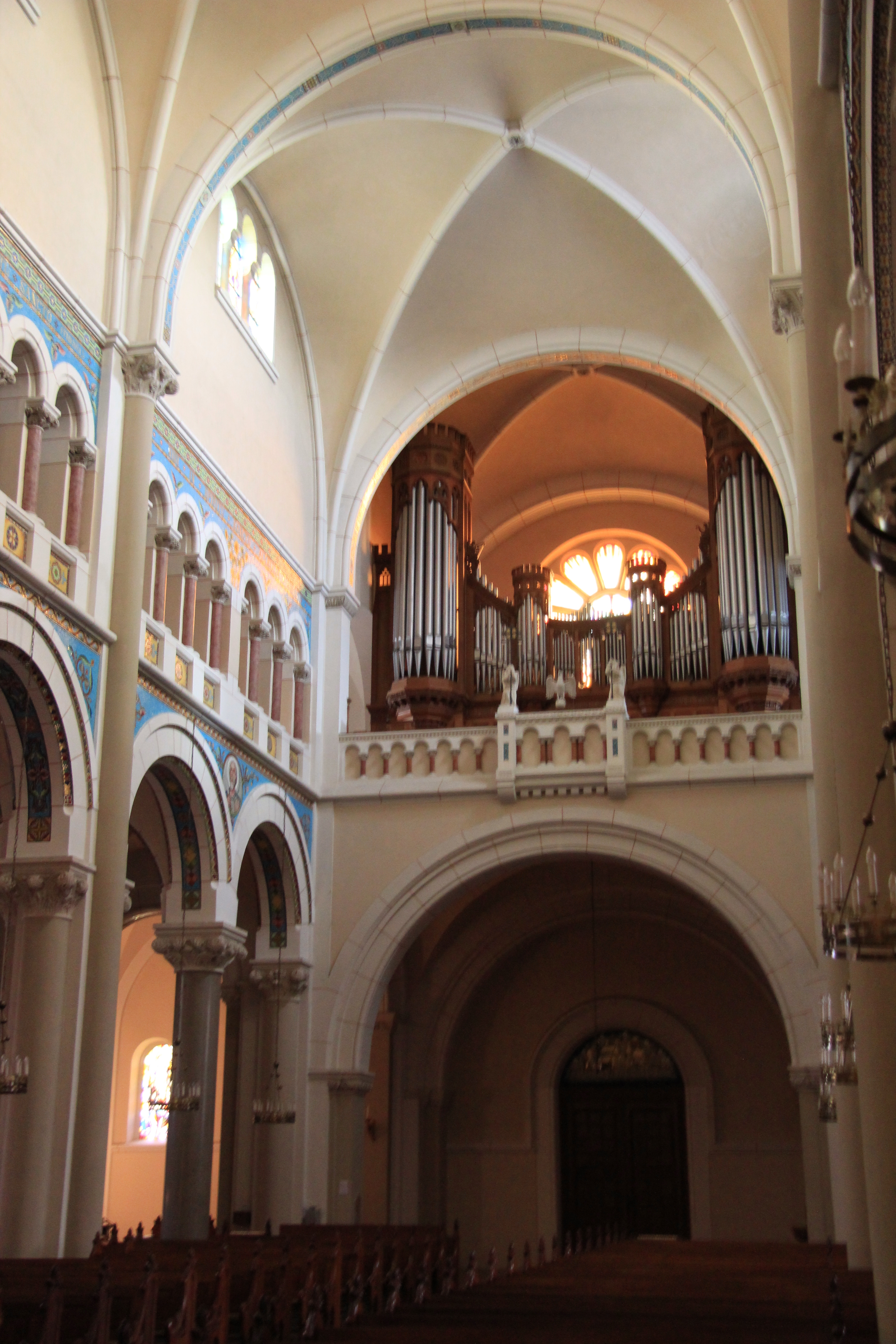
Mauracher Orgel (2011)

### Kaufmann-Orgel
Die erste, 1893 zuerst in einer Kapelle in St. Gabriel aufgestellte, relativ bescheidene Orgel mit mechanischer Spiel- und Registertraktur stammte vom Wiener Orgelbauer Johann Marcell Kaufmann (1849–1906). Sie hat mechanische Kegelladen und einen Doppelfaltenmagazinbalg mit Schöpfbalg, dem später eine elektrische Windanlage hinzugefügt wurde. Sie wurde im Jahr 1900 nach dem Bau der Heilig-Geist-Kirche dorthin transferiert. Sie wurde 1923 in die Aula verbracht und wurde durch die Mauracher Orgel ersetzt. Eine 1941 begonnene Restaurierung musste kriegsbedingt abgebrochen werden. Der Abschluss der Restaurierung war für 2019 vorgesehen Geist-Kirche aufzustellen.

### Mauracher-Orgel
Ersetzt wurde die Kaufmann-Orgel 1920–1923 durch eine elektropneumatische Orgel. Die Planung lag bei Franz Mauracher, der als Direktor der Cäcilia AG mit der Planung und Ausführung befasst war. Diese Orgel hat drei Manuale; mit Chororgel und Fernwerk hatte sie 68 Register. Die Hauptorgel steht auf dem Westchor, derzeit (Stand 2019) ist sie ebenfalls nicht mehr spielbar. Die als Schwalbennestorgel über dem Chorbogen befindliche Chororgel wurde demontiert und das Gehäuse eingelagert. Die Pfeifen haben sich nicht erhalten.
Chororgel
| I. Manual C–f3 |       |
| Principal      | 8′    |
| Gedeckt        | 8′    |
| Violine        | 4′    |
| Mixtur         | 2 ⁄3′ |

| II. Manual C–f3 |    |
| Gemshorn        | 8′ |
| Philomela       | 8′ |
| Vox coelestis   | 8′ |
| Fernflöte       | 4′ |

| Pedal C–d1 |     |
| Subbaß     | 16′ |
| Gedecktbaß | 16′ |

- Koppeln:  II/I, I/P, II/P, Super II/I, Super I/P

Hauptorgel
| I. Manual C–f3 |       |
| Principal      | 16′   |
| Principal      | 8′    |
| Oktave         | 8′    |
| Gamba          | 8′    |
| Salicional     | 8′    |
| Hohlflöte      | 8′    |
| Zartgedackt    | 8′    |
| Oktav          | 4′    |
| Rohrflöte      | 4′    |
| Oktav          | 2′    |
| Mixtur         | 2 ⁄3′ |
| Corno          | 8′    |
| Cornett        | 4′    |

| II. Manual C–f3 |        |
| Bordun          | 16′    |
| Flötenprincipal | 8′     |
| Dolce           | 8′     |
| Gemshorn        | 8′     |
| Doppelflöte     | 8′     |
| Quintatön       | 8′     |
| Prästant        | 4′     |
| Dolceflöte      | 4′     |
| Quintflöte      | 2 ⁄3′  |
| Oktavino        | 2′     |
| Terz            | 1 3⁄5′ |
| Mixtur          | 2 ⁄3′  |
| Clarinette      | 8′     |

| III. Manual C–f3 |       |
| Stillgedeckt     | 16′   |
| Geigenprincipal  | 8′    |
| Aeoline          | 8′    |
| Voix celeste     | 8′    |
| Unda maris       | 8′    |
| Philomela        | 8′    |
| Liebl. Gedackt   | 8′    |
| Fugara           | 4′    |
| Traversflöte     | 4′    |
| Piccolo          | 2′    |
| Cimbel           | 4′    |
| Echomixtur       | 2 ⁄3′ |
| Trompete         | 8′    |
| Oboe             | 8′    |

| Pedal C–d1   |         |
| Principalbaß | 16′     |
| Violonbaß    | 16′*)   |
| Salicetbaß   | 16′*)   |
| Gedecktbaß   | 16′*)   |
| Subbaß       | 16′*)   |
| Quintbaß     | 10 2⁄3′ |
| Oktavbaß     | 8′      |
| Cello        | 8′*)    |
| Baßflöte     | 8′*)    |
| Oktav        | 4′      |
| Posaune      | 16′     |
| Trompete     | 8′      |

- Koppeln:  III/I, II/I, III/II, I/P, II/P, III/P, Sub II/I, SUB II/I, Sub III/II, Super III/I, Super II/I, Super III/II
- Chororgel auf III. Manual anspielbar
- Fernwerk auf III. Manual anspielbar

Vox humana  8'
Glockenspiel

### Rieger-Orgeln
1980 wurde von der Firma Rieger als vorläufige Lösung ein Truhenpositiv (ohne Pedal) gebaut. Im selben Jahr erging der Auftrag an Rieger zum Bau einer größeren Orgel im Chor, der dafür nach Abtragung des Hochaltars in der Apsis (1964) verfügbar war. Dort wurde 1982 die zweimanualige Orgel mit 24 Registern errichtet, die unter anderem bei den Maria Enzernsdorfer Orgeltagen bespielt wird. 1982 wurde die Truhenorgel in die Krypta unter dem Chor gestellt. Nach der Restaurierung der Kaufmann-Orgel wird sie im Altarraum der Kirche verbleiben.
Disposition der Rieger-Orgel:
| I. Hauptwerk C–g3 |       |
| Rohrgedeckt       | 16′   |
| Prinzipal         | 8′    |
| Hohlflöte         | 8′    |
| Oktav             | 4′    |
| Spitzflöte        | 4′    |
| Quinte            | 2 ⁄3′ |
| Superoktav        | 2′    |
| Terz              | 1 ⁄3′ |
| Mixtur IV–V       | 1 ⁄3′ |
| Trompete          | 8′    |

| II. Brustwerk C–g3 |       |
| Gedackt            | 8′    |
| Spitzgamba         | 8′    |
| Prinzipal          | 4′    |
| Rohrflöte          | 4′    |
| Waldflöte          | 2′    |
| Sesquialter        | 2 ⁄3′ |
| Scharff III        | 1 ⁄3′ |

| Pedal C–f1  |     |
| Subbass     | 16′ |
| Oktavbass   | 8′  |
| Gedecktbass | 8′  |
| Oktav       | 4′  |
| Fagott      | 16′ |

- Koppeln:  II/I, I/P, II/P
- Spielhilfen: Schwelltritt
- Stimmung: Bach / Kellner, a'=440 Hz

## Philosophisch-Theologische Hochschule
Die ehemalige philosophisch-theologische Lehranstalt in St. Gabriel wurde seit 1972 staatlich als Hochschule anerkannt. Sie arbeitete seit 1987 eng mit der Päpstlichen Universität Urbaniana zusammen. Langjähriger Professor und Rektor war Paul Michalke. Die Hochschule wurde im Jahr 2002 geschlossen.

## Einrichtungen des Hauses

### Sängerknaben vom Wienerwald
Pater Stanislaus Marusczyk gründete 1921 die heute international bekannten Sängerknaben vom Wienerwald. P. Stanislaus Maruscyp war auch der Verfasser Begleitsätze des Orgelbuches zum Gebet- und Gesangbuch „Betende Gemeinde“ der Erzdiözese Wien, welches 1949 herausgegeben wurde.

### Sonstige Einrichtungen
- Missions-Ethnographisches Museum St. Gabriel[13]
- Die Patres des Missionshauses nehmen neben ihrer Missionstätigkeit seelsorgerische Aufgaben in einigen umliegenden Pfarren, wie der Pfarre Hinterbrühl, Mödling-Herz-Jesu oder Südstadt, einem Ortsteil von Maria Enzersdorf, wahr.
- Im Missionshaus befinden sich ein ethnographisches Museum (1899 gegründet) und ein eigener Zeitschriftenverlag.
- Im Missionshaus befand sich von 2002 bis 2017 die österreichische Niederlassung der einzigen europäischen Missionsbank, der Steyler Bank, deren Zentrale in Deutschland liegt.[14]
- Auf dem Gelände besteht die private evangelische Montessorischule Erlebnisschule.[15]
- Unter dem Begriff „Lebenswelten“ wurde 2014 ein neues Konzept für die Nutzung des riesigen Gebäudekomplexes entwickelt, der für die geschrumpfte Zahl der Ordensmitglieder zu groß geworden ist. Dazu gehören unter anderem:
- „Gabrium“, ein 3-Sterne-Hotel
- Flüchtlingsheim der Caritas
- Brauereiei für Gast- und Wanderbrauer
- Buchbinderei
- Start-up für den Bau individueller Fahrräder
- Backstube
- Bioanbaubetrieb auf den Ländereien des Missionshauses

## Bekannte Angehörige des Hauses
Unter den im Missionshaus St. Gabriel tätigen Steyler Missionaren waren oder sind:
- P. Heinrich Giese (1863–1937)
- P. Ferdinand Hestermann (1878–1959)
- P. Martin Gusinde (1886–1969)
- P. Leopold Leeb (* 1967)
- P. Paul Michalke (1909–2008)
- P. Jakob Mitterhöfer (* 1936)
- P. Paul Schebesta (1887–1967)
- P. Wilhelm Schmidt (1868–1954)
- P. Johannes Thauren (1892–1954)